# École d’Informatique d’Électronique et d’Expertise comptable
Die École d’Informatique d’Électronique et d’Expertise comptable (EIECO, deutsch: Hochschule für Informatik, Elektrotechnik und Wirtschaftsprüfung) in Kinshasa war eine der ersten privaten Hochschulen in der Demokratischen Republik Kongo, ehemals Zaire.
Die Hochschule wurde 1972 von Anatole Musoko Kanumbi gegründet.
Am 6. Oktober 2007 informierte der Schuldirektor die Abteilungsleiterin für private Hochschulbildung des Ministeriums für Hochschulbildung über seine Absicht, die akademischen Aktivitäten für das akademische Jahr 2007/2008 ruhen zu lassen. Der Minister für Hochschulwesen wertete das als Insolvenzerklärung der Schule und beschloss deren Schließung.